# Frank Hughes (strzelec)
Frank Henry Hughes (ur. 14 stycznia 1881 w Neligh, zm. 28 czerwca 1942 w Rochester) – amerykański strzelec, mistrz olimpijski.
Pochodził z miejscowości Mobridge.
Hughes uczestniczył w Letnich Igrzyskach Olimpijskich 1924 w dwóch konkurencjach. Został indywidualnym brązowym medalistą olimpijskim w trapie, w którym przegrał wyłącznie z Gyulą Halasym i Konradem Huberem. W zmaganiach drużynowych Amerykanie zostali złotymi medalistami, a Hughes uzyskał najlepszy wynik w zespole (skład reprezentacji: Fred Etchen, Frank Hughes, John Noel, Clarence Platt, Samuel Sharman, William Silkworth). 

## Wyniki

### Igrzyska olimpijskie
| Igrzyska | Konkurencja | Wynik                           | Miejsce | Źródło |
| -------- | ----------- | ------------------------------- | ------- | ------ |
| IO 1924  | Trap        | 97 pkt.                         |         | [ 1 ]  |
| IO 1924  | Trap        | 363 pkt. (druż.) 92 pkt. (ind.) |         | [ 2 ]  |